# Gymnomystax
Gymnomystax is een geslacht van zangvogels uit de familie van de troepialen (Icteridae).

## Soorten
Het geslacht omvat de volgende soort:
- Gymnomystax mexicanus – Wielewaaltroepiaal